# 吳沛嘉
吳沛嘉（1999年9月27日—）為臺灣男子籃球運動員，最後效力於超級籃球聯賽台灣啤酒。目前已轉行至桃園從事汽車銷售工作。
吳沛嘉出生於臺中市，最初練過田徑與跆拳道，田徑主攻項目為跳高，國一上是礁溪國中排球校隊成員，國一下轉學到明仁國中加入籃球校隊與張鎮衙組成雙塔，國二在國中籃球聯賽（JHBL）冠軍賽繳出14分、14籃板、16阻攻的大三元成績助隊以79比69擊退衛冕軍金華國中，收下隊史第三座JHBL冠軍。
國中畢業後升學至南山高中，2015年10月入選U16亞青男籃賽中華臺北代表隊，高一在冠軍賽以11分、11籃板、4阻攻的表現幫助南山奪下隊史第七座高中籃球聯賽（HBL）冠軍，2016年6月與7月代表中華臺北征戰U17世青男籃賽以及U18亞青男籃賽，高二收下105學年度HBL阻攻王殊榮，高三在2017年11月HBL預賽結束後遭逢左腳第五蹠骨骨折，缺席後續複賽與八強賽直到四強賽帶傷披掛上陣。
大學進入輔仁大學與曾祥鈞組成雙塔，大二與新進喬楚瑜搭配曾祥鈞組成三塔，2020年轉學到世新大學。2023年7月在P. LEAGUE+新人選秀會以及T1聯盟新人選秀會落選，超級籃球聯賽新人選秀會第二輪獲得台灣啤酒青睞。與台灣啤酒結盟合作的T1聯盟台啤永豐雲豹有意將吳沛嘉納入麾下。12月16日，吳沛嘉出現在台啤永豐雲豹的登錄名單中。2024年1月28日，吳沛嘉首次在T1聯盟出賽，上場一分半，摘下一個籃板。8月22日，台灣職業籃球大聯盟桃園台啤永豐雲豹宣布吳沛嘉轉移至台灣啤酒。

## 外部連結
- 吳沛嘉的Instagram帳戶
- 吳沛嘉在fiba.basketball（英语）
- 吳沛嘉在archive.fiba.com（存檔）（英语）
- 吳沛嘉在Eurobasket.com（球員）（英语）
- 吳沛嘉在Proballers（英语）
- 吳沛嘉在RealGM（球員）（英语）